# Ohrazenice (Boêmia Central)
Ohrazenice é uma comuna checa localizada na região da Boêmia Central, distrito de Příbram.